# Rozbicie obozu karnego w Solcu nad Wisłą
Rozbicie obozu karnego w Solcu nad Wisłą – akcja zbrojna Batalionów Chłopskich, przeprowadzona 28 października 1942 roku, w wyniku której uwolniono 300 junaków z obozu karnego Baudienstu.

## Przebieg akcji
Atak na obóz karny nastąpił 28 października 1942. Akcję przeprowadził oddział Batalionów Chłopskich ze zgrupowania BCh Ośka z obwodu iłżeckiego dowodzony przez Władysława Gołąbka. Akcję rozpoczęto od zorganizowania zasadzki, w którą wpadła kolumna junaków wracająca z pracy, eskortowana przez Niemców. Następnie oddział BCh w sile 10 ludzi zaatakował obóz karny Baudienstu. W czasie walki zginęło 6 Niemców, a kilku zostało rannych. Po walce 13 wziętych do niewoli Niemców rozbrojono, a 300 junaków uwolniono. Wśród partyzantów był jeden ranny. W czasie powrotu z akcji w zasadzce zorganizowanej przez Niemców we wsi Świesielice został ranny kolejny partyzant, Jan Wojewódka ps. Mały Jaś. Pozostali dwa partyzanci Jan Sońta ps. Ośka i Jan Wdowiak ps. Ułanek ostrzeliwując się i używając granatów wydostali się z zasadzki bez uszczerbku. 
Kilka dni po partyzanckim ataku Niemcy zlikwidowali obóz karny w Solcu nad Wisłą.